# 天沼 (平塚市)
天沼（あまぬま）は、神奈川県平塚市の町名。丁目の設定のない単独町名である。住居表示実施済区域。

## 地理
平塚市の南部に位置し、東に堤町と中堂、南東に榎木町、南に八千代町、西に宮松町、北に東八幡と接している。

## 世帯数と人口
2023年（令和5年）9月1日現在（平塚市発表）の世帯数と人口は以下の通りである。
| 町丁 | 世帯数    | 人口    |
| ---- | --------- | ------- |
| 天沼 | 1,107世帯 | 2,341人 |

### 人口の変遷
国勢調査による人口の推移。なお、隣にある堤町は秘匿のため、こちらの合計に含まれている。
| 年                 | 人口  |
| ------------------ | ----- |
| 1995年（平成7年）  | 1,249 |
| 2000年（平成12年） | 1,247 |
| 2005年（平成17年） | 1,320 |
| 2010年（平成22年） | 2,256 |
| 2015年（平成27年） | 2,330 |
| 2020年（令和2年）  | 2,306 |

### 世帯数の変遷
国勢調査による世帯数の推移。なお、隣にある堤町は秘匿のため、こちらの合計に含まれている。
| 年                 | 世帯数 |
| ------------------ | ------ |
| 1995年（平成7年）  | 521    |
| 2000年（平成12年） | 533    |
| 2005年（平成17年） | 606    |
| 2010年（平成22年） | 936    |
| 2015年（平成27年） | 998    |
| 2020年（令和2年）  | 1,050  |

## 学区
市立小・中学校に通う場合、学区は以下の通りとなる（2023年8月時点）。
- 番・番地等 : 全域
  - 小学校 : 平塚市立松原小学校
  - 中学校 : 平塚市立江陽中学校

## 事業所
2021年（令和3年）現在の経済センサス調査による事業所数と従業員数は以下の通りである。
| 町丁 | 事業所数  | 従業員数 |
| ---- | --------- | -------- |
| 天沼 | 264事業所 | 2,774人  |

### 事業者数の変遷
経済センサスによる事業所数の推移。
| 年                 | 事業者数 |
| ------------------ | -------- |
| 2016年（平成28年） | 52       |
| 2021年（令和3年）  | 264      |

### 従業員数の変遷
経済センサスによる従業員数の推移。
| 年                 | 従業員数 |
| ------------------ | -------- |
| 2016年（平成28年） | 353      |
| 2021年（令和3年）  | 2,774    |

## 交通
- 国道1号
- 国道129号

## 施設
- ららぽーと湘南平塚
- 平塚市立松原小学校
- 平塚市役所 松原分庁舎[15]

## その他

### 日本郵便
- 郵便番号 : 254-0031[3]（集配局 : 平塚郵便局[16]）。